# روبرت كولتر
روبرت كولتر (بالإنجليزية: Robert Coulter)‏‏ (23 أكتوبر 1929 - 5 سبتمبر 2018) هو سياسي نقابي من أيرلندا الشمالية.